# Sint-Patriciuskerk (Boulogne-sur-Mer)
De Sint-Patriciuskerk (Église Saint-Patrick) is een rooms-katholiek kerkgebouw in de tot het departement Pas-de-Calais behorende stad Boulogne-sur-Mer, gelegen aan de Rue du Chemin-Vert 171.

## Geschiedenis
De Sint-Patriciusparochie werd gesticht in 1946, en de kerk moest niet alleen dienst doen voor de nieuwe parochie, maar ook voor een deel van de parochianen van de in de Tweede Wereldoorlog verwoeste Sint-Pieterskerk.
Het ontwerp voor de nieuwe kerk werd aangedragen door Jean Grosbois. In 1960 werd de eerste steen gelegd en in 1961 werd de kerk ingewijd.
Het is een zaalkerk in de stijl van het naoorlogs modernisme. Het hellende dak loopt uit op een klokkengevel die wordt afgesloten door een kruis.